# Tadayoshi Yokota
Tadayoshi Yokota (em japonês:  横田 忠義; Mitoyo, 26 de setembro de 1947 – 9 de maio de 2023) foi um voleibolista do Japão que competiu nos Jogos Olímpicos de 1968, 1972 e 1976.
Em 1968, ele fez parte da equipe japonesa que conquistou a medalha de prata no torneio olímpico, no qual jogou em todas as nove partidas. Quatro anos depois, ganhou a medalha de ouro com o time japonês na competição olímpica de 1972, participando de todos os sete jogos. Fez a sua última participação em Olimpíadas em 1976, jogando em cinco confrontos e o Japão finalizou na quarta colocação.
Yokota morreu em 9 de maio de 2023, aos 75 anos.